# Louis de Geer van Jutphaas
Jhr. Louis de Geer van Jutphaas (Jutphaas, 31 augustus 1862 – 's-Gravenhage, 16 september 1932) was een Nederlandse burgemeester.

## Leven en werk
Jonkheer De Geer werd in 1862 geboren in Jutphaas. Hij was een zoon van Barthold Jacob Lintelo de Geer van Jutphaas en werd in 1893 benoemd tot burgemeester van Lekkerkerk.
Hij was getrouwd met Francisca Petronella van Oort. Ze trouwden op 25 mei 1885 te 's-Gravenhage en kregen in 1904 een dochter. In 1918 overleed zijn vrouw. In 1922 trad hij opnieuw in het huwelijk. Dat huwelijk hield niet lang stand. Al in 1925 werd de echtscheiding uitgesproken.
Hoewel hij geruime tijd burgemeester is geweest, zijn er niet zoveel bronnen die beschrijven hoe hij was als burgemeester. Uit de overgebleven en gepubliceerde aantekeningen van een landbouwer uit de buurtschap Opperduit weten we dat hij een nogal rustige persoon was en dat hij niet de naam had dat hij onzorgvuldig omging met het gemeenschapsgeld.
Aan het einde van zijn burgemeesterschap ontstonden er twisten in het gemeentebestuur die hij niet goed wist te bedwingen.